# Starkweather (película)
Starkweather es una película de 2004 dirigida por Byron Werner. Escrito por el fundador de Working Class Films y prolífico guionista Stephen Johnston cuyos guiones, incluyendo Ed Gein y Ted Bundy, comenzaron el subgénero «Serial Killer». La película fue protagonizada por Shannon Lucio y Brent Taylor, y fue estrenada el 8 de noviembre de 2004
La película está basada en la vida del Spree killer Charles Starkweather. La película fue filmada en septiembre de 2003 en Acton y Lancaster, California.

## Argumento
Basada en la vida de Charles Strakweather. Desde la infancia, el granjero de Nebraska, Charles Starkweather tiene un esquizofrénico al lado el Sr. Hyde, un oscuro personaje sin nombre, que lo inspira a ser cruel. Habiendo crecido en un basurero a los 19 años y enamorado de extraña niña de 14 años de edad, su novia Caril Ann Fugate, se pone totalmente fuera de control, causando la muerte de toda su familia y varias personas más , perseguidos por el sheriff Merle Karnopp y un creciente ejército de policías y de prensa. Starkweather y su novia de 14 años Caril-Ann Fugate, arrasaron Nebraska y Wyoming y sus asesinatos dejaron un rastro de sangre y muerte, cobrándose 11 vidas a su paso.

## Reparto
- Brent Taylor como Charles Starkweather.
- Shannon Lucio como Caril Ann Fugate.
- Jerry Kroll como Sheriff Merle Karnopp.
- Lance Henriksen como The Mentor.
- Steven K. Grabowsky como The Dark Man.
- Rodney Ballard como Young Charles.
- George Lindsey Jr. como Guy Starkweather.
- Keir O'Donnell como Bob Von Buch.
- America Young como Barbara Fugate.
- Justin Ipock como Bobby Colvert.
- Al Sapienza como Deputy Dale Fahrnbruch.
- William Knight como Robert McClurg.
- Marianne Emma Jeff como Velda Bartlett.
- Fred Russell como Marion Bartlett.
- Sierra Paris como Betty Jean Bartlett.